# Joaçaba
Joaçaba este un oraș în Santa Catarina (SC), Brazilia.